# Quan hệ Gruzia – Tòa Thánh
Quan hệ Gruzia – Tòa Thánh là quan hệ song phương giữa Gruzia và Tòa Thánh. Quan hệ ngoại giao giữa hai quốc gia này được thành lập vào ngày 5 tháng 5 năm 1992. Đại sứ quán Gruzia tại Tòa Thánh được đặt tại 25 Via Toscana, Roma. Tòa Sứ thần Tòa Thánh nằm ở 40 đường Zghenti, Tbilisi.

## Lịch sử
Quan hệ ngoại giao giữa Gruzia và Toà Thánh kéo dài nhiều thế kỷ. Các vị vua và hoàng tử Gruzia thường xuyên trao đổi thư từ và đại sứ quán với Tòa Thánh và có một sự bùng nổ đáng kể trong những nỗ lực truyền giáo Công giáo La Mã ở Gruzia vào thế kỷ 17 và 18. Gruzia trở thành một quốc gia độc lập khỏi Liên bang Xô viết năm 1991 và thiết lập quan hệ ngoại giao với Tòa Thánh vào ngày 5 tháng 5 năm 1992. Sứ thần Tòa Thánh ở thủ đô Tbilisi của Gruzia cũng đại diện cho Tòa thánh ở các nước láng giềng Nam Caucasian của Gruzia — Armenia và Azerbaijan. Thông qua tổ chức từ thiện Caritas, Tòa Thánh đã tham gia vào các hoạt động nhân đạo ở Gruzia.
Giáo hoàng Gioan Phaolô II đã viếng thăm Tbilisi vào tháng 11 năm 1999. Ngay sau chuyến thăm này, Gruzia và Tòa Thánh bắt đầu làm việc nhằm đưa ra một một dự thảo hiệp ước, trở thành chủ đề gây tranh cãi trong phần lớn Kitô Giáo Chính Thống Georgia. Hiệp ước, dự tính ban cho một nhà thờ Công giáo một tư cách hợp pháp tại Gruzia, sẽ được phê chuẩn vào ngày 20 tháng 9 năm 2003, và Tổng giám mục Jean-Louis Tauran, sau đó là Tổng Thư ký Quan hệ với các quốc gia, đã đến Tbilisi trong dịp này. Các yếu tố chính thống bảo thủ đã phản ứng với một cuộc biểu tình phản đối hàng loạt và Ilia II, một Giáo sĩ Công giáo có ảnh hưởng của Giáo hội Chính thống Gruzia, ông bày tỏ hoài nghi về hiệp ước. Sau đó, Tổng thống Gruzia Eduard Shevardnadze, vắng mặt tại hội nghị thượng đỉnh CIS ở Yalta, Ukraine, đã gây áp lực và đưa ra quyết định cuối cùng không ký hiệp ước, chỉ trích các đại diện của Tòa Thánh, các nhà hoạt động nhân quyền, và các giáo sĩ chính thống tự do. Shevardnadze bày tỏ sự hối tiếc về sự thất bại của thỏa thuận và thêm rằng công việc trong hiệp ước sẽ tiếp tục.
Vào tháng 5 năm 2010, Tổng thống Gruzia Mikheil Saakashvili đã trở thành nhà lãnh đạo đầu tiên của Gruzia đến thăm Vatican trong một chuyến viếng thăm của bang. Ông gặp Giáo hoàng Biển Đức XVI và sau đó, tham dự một buổi lễ Phục Sinh Công giáo ở Tbilisi, cảm ơn Tòa Thánh đã "ủng hộ kiên định" cho chủ quyền và toàn vẹn lãnh thổ của Gruzia Vào ngày 9 tháng 1 năm 2012, Giáo hoàng Biển Đức XVI ca ngợi cơ quan lập pháp sửa đổi của Georgia về các nhóm thiểu số tôn giáo được thông qua vào tháng 7 năm 2011. Vào ngày 30 tháng 9 - ngày 1 tháng 10 năm 2016, Giáo hoàng Phanxicô đã có chuyến thăm hai ngày tới Gruzia, gặp gỡ Tổng thống Giorgi Margvelashvili và Thượng Phụ Chính thống giáo Ilia II của Gruzia.